# بازار چهارسوق
بازار چهارسوق با دهانه‌ای وسیع و طاق بندی و سقف ضربی آجری سبک بناهای سلجوقی را داشته. چهارسوق از یک طرف روبروی مناره شهر گلپایگان و از طرف دیگر به مسجد جامع شهر راه دارد.
لازم است ذکر شود مناره شهر گلپایگان با ارتفاع ۱۸ متر و قدمت ۹۰۰ ساله آن در زمره بلندترین مناره‌های ایران می‌باشد.
نزدیکی بازار و مسجد و نقش آن در جامعه قابل بررسی می‌باشد. امروزه بازار جدید و بزرگ گلپایگان در پیرامون بازار چهار سوق گسترش یافته‌است و این بازار تاریخی را احاطه کرده‌است.

## چار سوق و چار سو
واژه سوق یا چار سوق برگرفته از کلمه چهارسو در اصل محل تقاطع دو راسته اصلی و مهم بازار بود. در برخی موارد سوق را در محل برخورد دو راسته طراحی شده بازارقرار می‌دادند و به شکل فضایی به صورت چهارسو می‌ساختند که به سبب موقعیت ارتباطی آن ارزشمند به شمار می‌آمد. چهار سوی بازار اصفهان، بازار لار، بازار تهران، بازار کرمان، بازار آمل، بازار تاشکند، بازار بخارا و چار سوی بازار گلپایگان از نمونه‌های خوب باقی‌مانده، به شمار می‌آیند.
اعرابی (عرب منهای اسلام)، که به سرزمین ما آمدند خیلی از واژه‌های فارسی را تغئیر دادند و چار سو را چار سوق (سوق به عربی یعنی بازار) تلفظ می‌کردند که خوشبختانه چا نیفتادو مردم از دیرباز نام درستش (چار سو) را تکرار نمودند.

## مهم‌ترین عناصر معماری در بازار ایرانی
چارسو (سوق) از نظر معماری از جمله عناصر و فضاهای مهم شهری و ارتباطی در بازارهای سنتی ایران محسوب می‌شود و از آن جا که بازارهای اصلی ایران غالباً به شکل خطی و در امتداد مهمترین معبر شهری شکل می‌گرفت، مهم‌ترین بخش و عنصر اصلی یک بازار، راسته اصلی آن بود. (راستا بازار) علاوه بر سوق، راسته اصلی از مهم‌ترین عناصر معماری در بازار ایرانی بود که در ساده‌ترین شکل آن با دکان‌های واقع در دو سوی آن شکل می‌گرفت.
در امتداد یک راسته اصلی، اصناف گوناگونی در دکان‌های دو سوی راسته مستقر می‌شدند، به این ترتیب که هر صنف در بخشی از راسته اصلی جا می‌گرفت. در بعضی از شهرهای بزرگ دو یا چند راسته اصلی به صورت موازی یا متقاطع پدید می‌آمد. راسته فرعی، دالان و میدان نیز از دیگر فضاهای ارتباطی در معماری بازارهای سنتی ایران هستند که گاه دارای کاروانسرا نیز بوده‌اند.

ساده‌ترین و کوچکترین، اما مهمترین عنصر و فضای بازار نیز حجره یا دکان است که محل اصلی عرضه انواع کالاها هستند و معمولاً حدود ۲۰ تا ۳۰ متر وسعت دارند و بسته به شرایط مختلف کوچک‌تر یا گاه بزرگ‌تر نیز بوده‌اند.

## بازار سنتی گلپایگان
بازار سنتی گلپایگان همانند بازارهای شهرهای قدیمی ایران دارای طاق‌های گنبدی ضربی آجری با گوشه‌های جالب است و به آجرکاری‌های دوران صفوی در بازار بزرگ اصفهان شباهت دارد.
بازار سنتی گلپایگان شامل بازار مسگرها، کوزگرها، فرشفروشان، بازار گیوه دوزان، بازار اصلی و تعداد زیادی پاساژ می‌باشد.
پیش‌خوانها، درهایی که به شکل تخته‌های ضخیم چوب ساده در دو شکاف چوبی بالا و پائین جلوی دکان به دنبال هم ردیف می‌شدند، قفلهای پیچی که در همان گلپایگان ساخته می‌شد و صاحبان مغازه بعد از بستن در به آن فوت می‌کردند و قل هوالله می‌خواندند… همه، در خاطره‌ها باقی است.
سبدها، تفت‌های چلواری، چولاری‌ها و کپه‌ها، دستاس، ترازوهای قدیمی، حساب سیاقی و دفتر و دستک دکان، چراغانی در نیمه شعبان، نصب چراغهای روغنی با روغن کرچک، فانوس نفتی‌هایی که شب بپا می‌شد و بوق سحر جمعش می‌کردند، نگهبانی سگها و سر و صدای داروغه‌ها… همه را کهنسالان از بازار قدیم گلپایگان تعریف می‌کنند.
مجموعه بازار سنتی گلپایگان بنابر سبک معماری و موقعیت جغرافیایی و سوابق تاریخی، بیانگر موقعیت تجاری با اهمیت منطقه بوده‌است. اهمیت این بنا بیشتر از جهت سبک معماری وموقعیت مکانی که پل ارتباطی بین مناره گلپایگان و مسجد جامع می‌باشد حائز اهمیت است در احداث این بنا همچون بازارهای سنتی سایر شهرهای قدیمی از طاق آجری و تناسب ترکیب، فضاها و تعبیه فضاهای جانبی مانند تیمچه، قهوه‌خانه‌ها (در واقع چای خانه‌ها) و نور طبیعی بدون حرارت و برودت استفاده شده‌است وتاریخ ساخت آن در حدود ۴۰۰ سال پیش برآورد شده‌است.
بازار سنتی گلپایگان تا کنون چندین بار مرمت شده است و در آذر ۹۲ نیز مرمت شد و سنگ‌فرش بازار تاریخی گلپایگان بازسازی گردید.

## تیمچه
تیمچه نیز به معنی کاروانسرا به معنی تیم کوچک یا کاروانسرای کوچک بوده است. اما در دوره معاصر به کاروانسراها یا سراهای کوچک و سرپوشیده، تیمچه می‌گویند. تیمچه فضای مناسبی برای عرضه کالاهای گرانبها مانند فرش، دور از آسیب باد و باران و آفتاب پدیدمی‌آورد. به همین سبب فضای تیمچه‌ها، غالباً نسبت به کاروانسراها از لحاظ اقتصادی گران‌تر بوده و برای عرضه اجناس ارزان قیمت استفاده نمی‌شده است.